# Slap Bojanca
Slap Bojanca leži na  Stranskem potoku, ki je desni pritok potoka Blanščice, v katerega se izliva pod naseljem Stranje v občini Krško. Potok izvira v pobočju Bohorja.
Bohor je geološko vzhodni podaljšek Posavskih gub z zelo pestro geološko sestavo in zapleteno zgradbo. Med zanimive geološke pojave sodijo tudi slapovi, ki površinsko preoblikujejo kamnito zemeljsko površje. Vode po južnem pobočju Bohorja struge urezujejo skozi trden triasni dolomit, dolbejo v njem globoke soteske, ob zelo trdnih kamnitih pregradah pa ustvarjajo slapove in slapiče.
Slap je visok 15 m, skoraj navpično pada v okoli 1 m globoko izdolbleno kotanjo v apnenčastih tleh. Z malo domišljije se v skalah vidi dekliški obraz o katerem pravi legenda, da je obraz ajdovske deklice, ki si je v potoku umila obraz, da bi bila lepa; ker tega ne bi smela storiti zaradi kazni, ki ji jo je naložila mati ob izgubi lasne igle, jo je ta pahnila čez pečine.
V bližini se nizvodno nahaja še 4 m visok skok ali šum in več skočnikov. Stranjski potok je v tem delu, po katerem poteka tudi pristopna pot, izdolbel dokaj ozko in strmo sotesko. Ob poti se nahaja tudi "lačni studenec" za katerega pravijo, da te že nekaj požirkov zlakotni. Ob poti se nahajajo zanimivi balvani, ki za to območje niso običajni, pa tudi ostanki oglarskih kop.
Ob izhodu nad slapom ob steni, po kateri mezi voda, raste mesojeda rastlina alpska mastnica (Pinguicula alpina). V potoku živi tudi potočni rak (''Astacus astacus'').
Na začetku soteske, ob sotočju Stranjskega in Dobrovskega potoka, se nahaja 100 let stara rojstna hiša Jerce Pertnač, mame Giovannia Morettija, upokojenega papeškega nuncija. V bližini se nahaja tudi kmetija Požunovih, kjer imajo ribogojnico s postrvmi.